# Tosantos
Tosantos (kurz für Todos los Santos = „Alle Heiligen“ / „Allerheiligen“) ist ein nordspanischer Ort und eine Gemeinde (municipio) mit nur noch 53 Einwohnern (Stand: 2024) im Osten der Provinz Burgos in der Autonomen Gemeinschaft Kastilien-León. Die am Jakobsweg (Camino Francés) gelegene Gemeinde gehört zur bevölkerungsarmen Serranía Celtibérica.

## Lage und Klima
Der Ort Tosantos liegt im Quellgebiet des Río Retorto, einem Nebenfluss des Río Tirón, gut 41 km (Fahrtstrecke) östlich von Burgos in einer Höhe von ca. 820 m. Das Klima im Winter ist rau, im Sommer dagegen eher trocken und warm; Regen (ca. 630 mm/Jahr) fällt überwiegend im Winterhalbjahr.

## Bevölkerungsentwicklung
| Jahr      | 1857 | 1900 | 1950 | 2000 | 2018 |
| Einwohner | 722  | 210  | 259  | 62   | 57   |

Die Mechanisierung der Landwirtschaft sowie die Aufgabe von bäuerlichen Kleinbetrieben haben seit den 1950er Jahren zu einem Verlust von Arbeitsplätzen und in der Folge zu einem deutlichen Rückgang der Einwohnerzahlen geführt (Landflucht).

## Wirtschaft
Die Landwirtschaft, zu der auch ein wenig Viehzucht (z. B. Schweine, Schafe, Hühner) gehörte, spielte seit jeher die wichtigste Rolle für die Bevölkerung der Region; im Ort selber entwickelten sich in kleinem Umfang auch Handwerk, Handel und Dienstleistungsgewerbe. Mehrere Häuser des Ortes werden heutzutage als Ferienwohnungen (casas rurales) vermietet.

## Geschichte
Kupfer- und bronzezeitliche sowie keltische, römische, westgotischer und islamisch-maurische Funde fehlen. Ende des 9. Jahrhunderts eroberte der kastilische Graf Diego Rodríguez Porcelos weite Gebiete im Norden der heutigen Provinz Burgos aus den Händen der Mauren zurück (reconquista); anschließend wurden sie mit Christen aus dem Norden besiedelt (repoblación).

## Sehenswürdigkeiten

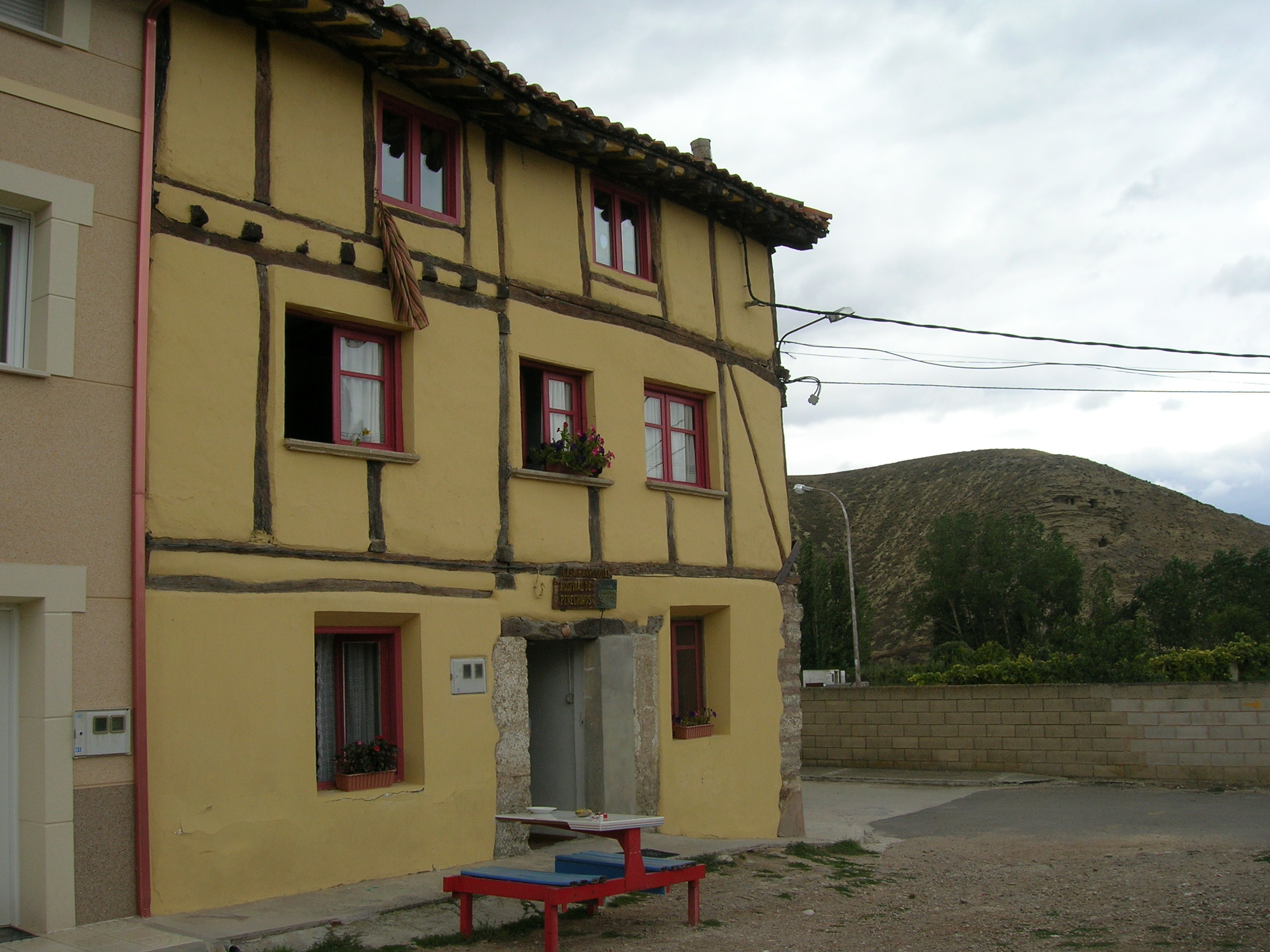
Pilgerherberge in Tosantos

- Die im 17. Jahrhundert erbaute örtliche Pfarrkirche ist dem Erzmärtyrer Stephanus (San Esteban) geweiht. Oberhalb der schmucklosen Westfassade befindet sich ein dreiteiliger Glockengiebel (espadaña) mit einer dahinter befindlichen Glockenstube.
- Wichtigste Sehenswürdigkeit der Gemeinde ist die Felsenkirche der Nuestra Señora de la Peña („Unsere liebe Frau vom Felsen“). Sie ist ca. 16 m lang, 7 m breit und 5 m hoch und größtenteils in eine Felswand gehauen. In einem kleinen Raum hinter dem Altar (camarín) beherbergt sie eine romanische Statue der Jungfrau Maria aus dem 12. Jh.[4]
- Seitlich und oberhalb der Felsenkirche befinden sich weitere Felshöhlen, in welchen ehemals Eremiten gelebt haben könnten.
- In einem für die Region typischen dreigeschossigen Fachwerkhaus aus dem 19. Jahrhundert ist die örtliche Pilgerherberge untergebracht.